# Хімічно індукована динамічна поляризація ядер
Хімічно індукована динамічна поляризація ядер (англ. chemically induced dynamic nuclear polarization, рос. химически индуцированная динамическая поляризация ядер) — небольцманівський розподіл спінових станів ядер, що є наслідком термічної чи фотохімічної реакції. Виникає при колігації та дифузії або диспропорціюванні радикальних пар. Ефект проявляється в спектрах ЯМР продуктів таких реакцій, в яких інтермедіатами є вільні радикали, і спостерігається коли ці спектри записуються в ході реакції. Він полягає в зміні інтенсивності сигналів, появі сигналів емісії чи аномального відношення інтенсивностей спінових мультиплетів. 